# Appalachia arcana
Appalachia arcana is een rechtvleugelig insect uit de familie veldsprinkhanen (Acrididae). De wetenschappelijke naam van deze soort is voor het eerst geldig gepubliceerd in 1938 door Hubbell & Cantrall.
1. ↑  (en) Appalachia arcana op de IUCN Red List of Threatened Species.